# Bryant Park Studios
Bryant Park Studios (anteriormente conocido como Beaux-Arts Building) es un edificio de oficinas en 80 West 40th Street en el barrio de Midtown Manhattan de la ciudad de Nueva York (Estados Unidos), en la esquina de la calle 40 y la Sexta Avenida. El edificio, con vista a la esquina suroeste de Bryant Park, fue diseñado por Charles A. Rich en el estilo Beaux-Arts. Construido entre 1900 y 1901 por Abraham A. Anderson, es uno de varios en Manhattan que se construyeron a principios del siglo XX como estudios y residencias para artistas.
Bryant Park Studios tiene 10 pisos de altura con varios niveles intermedios. Los dos pisos más bajos de la fachada están revestidos con bloques rústicos de terracota, mientras que los otros pisos tienen ladrillo rosa con decoración de terracota y piedra. El ladrillo de la fachada tiene tramos anchos y estrechos, y el lado norte que da a la calle 40 tiene grandes ventanas de estudio que dan a Bryant Park. El Café des Beaux-Arts una vez funcionó en la planta baja y el sótano. Los pisos superiores tenían cuarenta unidades, la más grande de las cuales era el ático de dos pisos del propio Anderson. Desde finales del siglo XX, los antiguos estudios han servido principalmente como oficinas y salas de exposición, y los pisos inferiores han albergado tiendas.
Los Bryant Park Studios fueron desarrollados por Anderson, quien arrendó el edificio a otra empresa en 1920. Anderson vivió en su ático hasta su muerte en 1940, después de lo cual su familia vendió el edificio. A fines del siglo XX, el edificio se convirtió para uso de oficinas. Fue designado un hito de la ciudad por la Comisión de Preservación de Monumentos Históricos de la Ciudad de Nueva York (LPC) en 1988. Ha sido propiedad desde 1980 de Mountain Development Corporation, que restauró el edificio a fines de los años 1980 y los años 2000.

## Sitio
Bryant Park Studios está en la esquina sureste de la calle 40 y la Sexta Avenida (Avenue of the Americas) en el vecindario Midtown Manhattan de la ciudad de Nueva York. Tiene vistas a la esquina suroeste de Bryant Park. Ocupa un terreno rectangular con un área de 553 m² y un frente de 30 m a lo largo de la calle 40 y 18 m sobre la Sexta Avenida.
Bryant Park Studios es una de varias estructuras en la calle 40 entre las avenidas Quinta y Sexta, que forma el extremo sur de Bryant Park. En la misma cuadra se encuentran el American Radiator Building, el Engineering Societies' Building, el Engineers' Club Building, The Bryant y 452 Fifth Avenue al este, así como el Haskins & Sells Building al sureste y Bryant Park Studios al oeste. Otros lugares cercanos incluyen la sucursal principal de la Biblioteca Pública de Nueva York al otro lado de la calle 40 hacia el noreste, así como 7 Bryant Park y el edificio Springs Mills hacia el oeste. Inmediatamente afuera de Bryant Park Studios hay una entrada a la estación Quinta Avenida–Bryant Park del metro de la ciudad de Nueva York, a la que llegan las líneas 7.
Históricamente, el sitio había estado ocupado por el Hotel Royal, que se incendió a fines del siglo XIX. El sitio se armó a partir de cuatro lotes que en conjunto costaron 3200 dólares en 1900 (unos 83 991 dólares en 2020). El bloque circundante de la calle 40 había contenido casas adosadas de piedra rojiza durante los años 1920, antes de que fueran reemplazadas por varias otras estructuras de varios pisos.

## Arquitectura
El edificio Bryant Park Studios fue diseñado por Charles A. Rich en estilo gótico Beaux-Arts. Fue desarrollado por Abraham Archibald Anderson, un destacado acuarelista de finales del siglo XIX y principios del XX. El edificio era conocido popularmente como el Edificio de Bellas Artes por el Café des Beaux Arts en la planta baja. Robinson & Wallace fueron los contratistas generales. The Bryant Park Studios tiene diez pisos completos. Tiene una altura de 40 m y la azotea a 50,6 m por encima del suelo. Un techo abuhardillado de dos pisos en la sección occidental del edificio data de una renovación de 1923. El edificio es el edificio de estudio de gran altura más antiguo de la ciudad de Nueva York que fue diseñado a propósito para artistas.

### Fachada
La fachada está hecha de ladrillo rosa, piedra y terracota. Cuando se construyeron los Bryant Park Studios, la fachada era visible desde todos los lados, aunque el desarrollo posterior oscureció las elevaciones sur y este. El costado norte que da a la calle 40, así como el costado oeste en la Sexta Avenida, permanecen visibles y están divididos en tres secciones horizontales: una base, una sección media y una sección superior. El costado de la calle 40 se divide verticalmente en cinco tramos. El edificio tiene amplias ventanas tipo estudio en la calle 40, que generalmente miden 3,7 por 3,7 m La elevación de la Sexta Avenida generalmente se organiza como una tramo central flanqueada por dos tramos finales.

#### Base

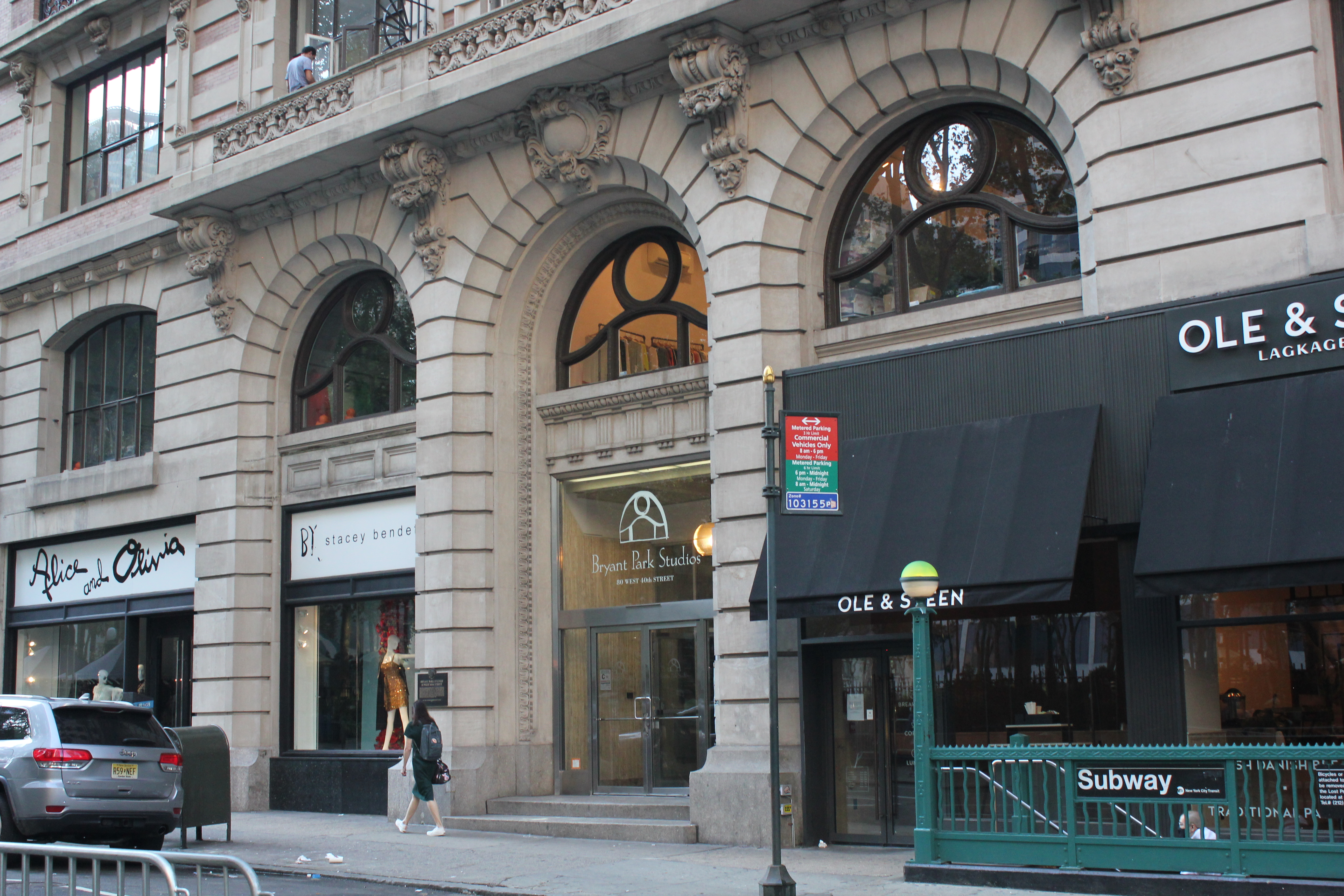
Entrada principal

Los primeros dos pisos están hechos de terracota rústica, que está tallada para que parezca piedra rústica. Los tres tramos centrales de la calle 40 tienen arcos de doble altura. El arco central sirve como entrada principal del edificio y tiene una puerta de vidrio plano, sobre la cual hay una clave con un cartucho. El resto de la planta baja en la calle 40 y la Sexta Avenida tiene letreros y escaparates. La elevación de la Sexta Avenida ha tenido un escaparate desde la apertura del edificio, pero el escaparate fue rediseñado en algún momento del siglo XX.
En el segundo piso de la calle 40, los arcos centrales tienen parteluces decorativos. Sobre estos arcos hay pesados soportes de piedra, que sostienen un balcón con motivos foliares tallados y guirnaldas. Dentro de la tramo central en la Sexta Avenida, hay tres ventanas arqueadas estrechas con volutas encima de ellas. Los vanos más externos en ambas elevaciones tienen arcos rebajados. Una cornisa simple corre por encima de la mayor parte del segundo piso, excepto en los arcos centrales de la calle 40.

#### Sección intermedia
El tercer piso es un piso de transición con bandas alternas de ladrillo rosa y terracota. En la calle 40, la tramo central tiene dos ventanas estrechas. Las otras cuatro tramos en esa elevación tienen amplias ventanas de estudio, que están separadas horizontalmente por bandas de terracota y tienen amplios dinteles de cabeza cuadrada. Las claves de las ventanas son volutas, y el tercer piso de la calle 40 está rematado por una estrecha cornisa de piedra. Un arreglo más simple aparece en la Sexta Avenida; las tramos más exteriores son amplias aberturas de cabeza cuadrada, que flanquean tres ventanas más estrechas. Sobre estas aberturas hay dinteles abocinados, así como volutas que sirven como claves.

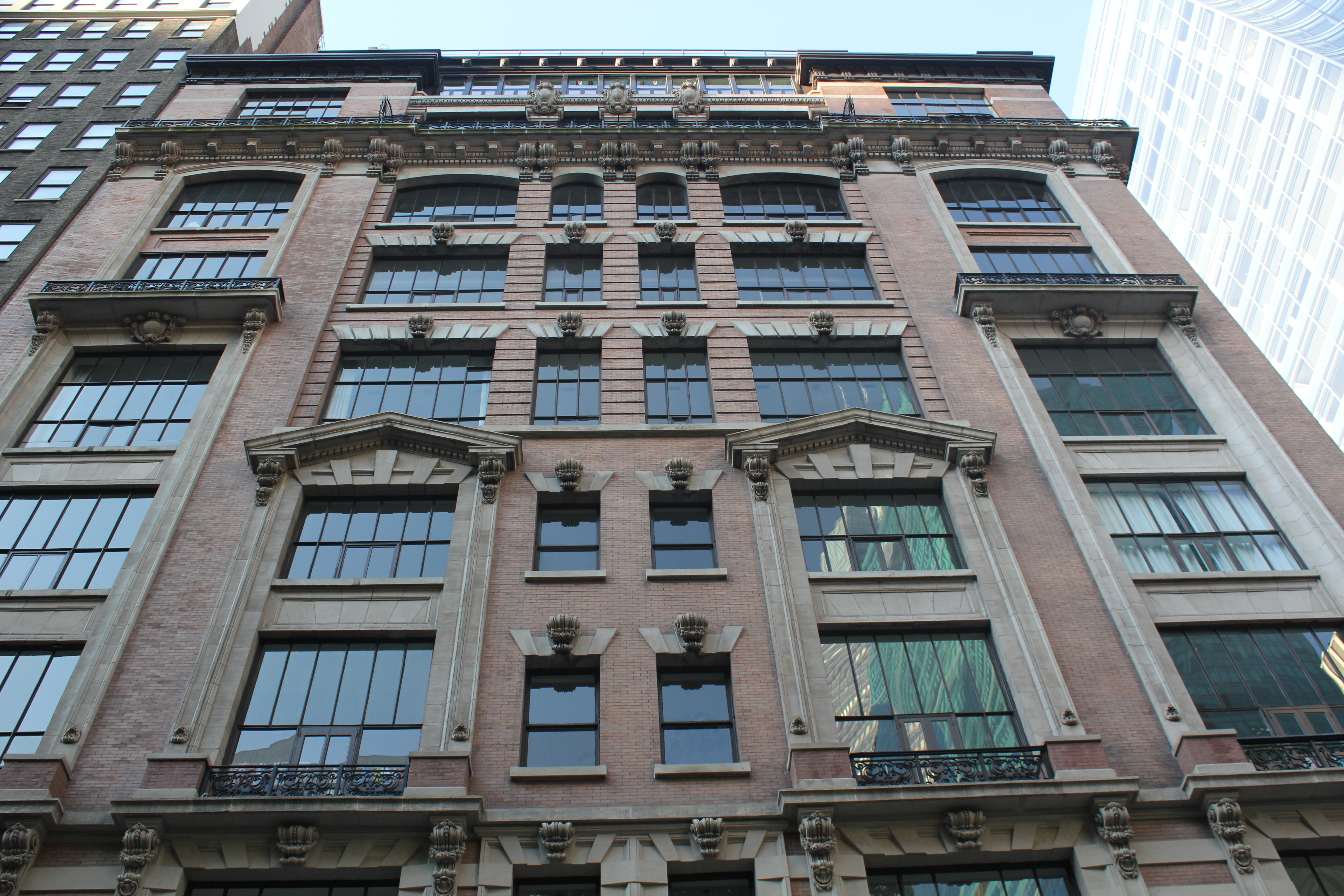
Detalle de la sección media de la calle 40

Los pisos cuarto al octavo están revestidos con ladrillo rosa y tienen ornamentación de terracota y piedra. En el costado de la calle 40, la mayoría de las ventanas son de altura completa; la tramo central tiene dos ventanas estrechas, mientras que las tramos restantes tienen una gran ventana de estudio. Todos los vanos, excepto el central, tienen balcón en el cuarto piso. Las tramos más externas están flanqueadas por pilares de ladrillo continuos desde el cuarto al octavo piso, con una voluta sobre el sexto piso y un balcón en el séptimo. Las tres tramos centrales están dispuestas de manera diferente. En los pisos cuarto y quinto, las ventanas del vano central están rematadas por volutas, y el segundo vano más exterior tiene marcos de piedra de doble altura rematados por frontones. En los pisos sexto a octavo, las tres tramos centrales tienen ventanas empotradas de altura completa, cada una con volutas y dinteles abocinados encima de ellas. Un alféizar de la ventana conecta los tres tramos intermedios en el sexto piso. En el octavo piso, todas las aberturas tienen arcos rebajados.
La sección media de la Sexta Avenida tiene siete filas de ventanas. Los pisos cuarto y quinto corresponden a los de la calle 40. Los vanos más externos tienen marcos de piedra de doble altura rematados por frontones, mientras que el vano central tiene tres ventanas, cada una con volutas y dinteles abocinados sobre ellas. Los pisos sexto a octavo tienen cinco niveles dúplex compensados, con entrepisos sobre los pisos sexto y octavo. Las ventanas están dispuestas en una configuración 1-5-1, con una ventana de guillotina en cada uno de los vanos exteriores y cinco en el vano central. Por lo general, hay dinteles abocinados y volutas sobre cada ventana, excepto las que están sobre el octavo nivel del entrepiso. En ambos costados, hay una gran cornisa voladiza justo debajo del noveno piso, sostenida por grandes ménsulas y modillones.

#### Pisos superiores
En el noveno piso hay un balcón y una balaustrada de metal sobre la cornisa. En la calle 40, las tramos más externas están flanqueadas por pilares de ladrillo continuos, al igual que en la sección media, y tienen ventanas que flanquean pequeñas entradas. Entre estos hay un conjunto de ventanas empotradas, con dos ventanas grandes que flanquean dos ventanas estrechas. Estas ventanas están separadas por amplias pilastras, sobre las cuales hay capiteles decorativos. En la Sexta Avenida, las ventanas del noveno piso son rectangulares y tienen volutas y dinteles abocinados sobre ellas. Hay un entrepiso sobre el noveno piso en la Sexta Avenida, que tiene aberturas sencillas. Dos de las ventanas centrales del noveno entrepiso se combinaron en una abertura de estilo moderno.
El décimo piso tiene un banco de ventanas empotradas en la calle 40. Cuando se completó el edificio, tenía una claraboya en ángulo en el centro y antefijas al oeste y al este. En 1923 se construyó un techo abuhardillado en el lado occidental y se quitaron las antefijas. Una chimenea de ladrillo está en el extremo norte de la mansarda, mientras que una buhardilla de ladrillo está en el extremo sur. El tragaluz en sí, que iluminaba el ático de Anderson, se cubrió posteriormente con pintura por fuera y alquitrán por dentro.

### Características

#### Planta baja y sótano
La planta baja y el sótano originalmente albergaban el Café des Beaux Arts, que tenía una cocina y un ratskeller, o cervecería alemana, en el sótano. El restaurante contaba con un bar solo para mujeres, algo inusual a principios del siglo XX. A 2019, el espacio de la planta baja estaba ocupado por una sucursal de la cadena de panaderías Ole & Steen, que también tenía un entrepiso de 21 m² sobre la planta baja.
El sótano del edificio tiene un "Museo de la Bóveda", así como la oficina de Mountain Development Corporation en la ciudad de Nueva York. El "museo" tiene artefactos de los antiguos inquilinos de Bryant Park Studios, como arte, cartas e imágenes. Está abierto al público pero no es muy publicitado, y los visitantes deben solicitar un recorrido con anticipación por correo electrónico. En 2019, el superintendente del edificio, David Seeve, dio recorridos a dos o tres personas cada mes; los visitantes suelen estudiar arte o historia, o pueden haber leído la placa de designación de hito en la fachada. El "Museo de la Bóveda" incluye elementos como los azulejos originales del café, una chimenea antigua en el noveno piso y una carta que Irving Penn le escribió a Mia Fonssagrives-Solow que estuvo alojada en la rampa de correo durante varias décadas.

#### Estudios

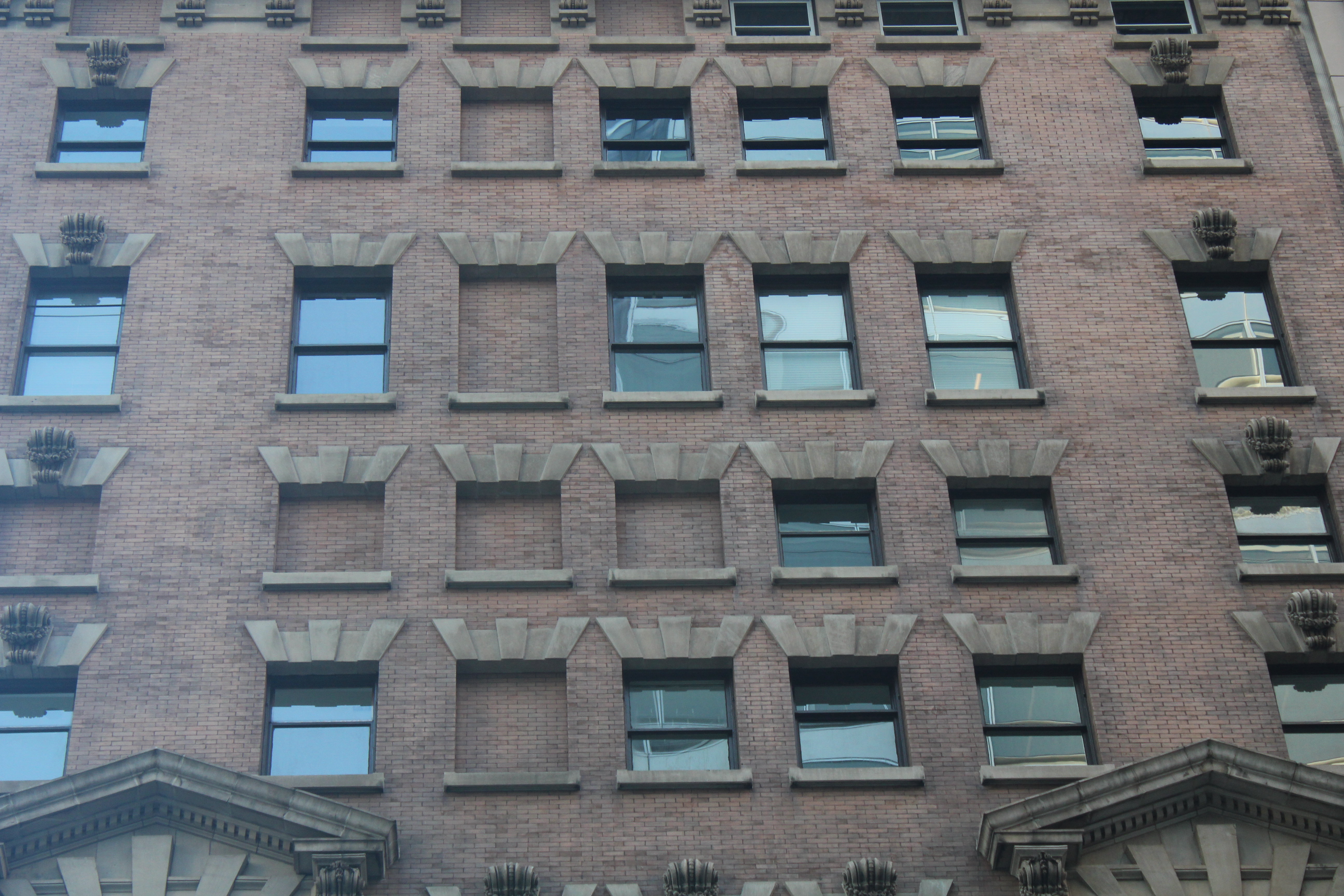
El costado de la Sexta Avenida tiene entrepisos para los dúplex

El Bryant Park Studios tiene 40 unidades que pueden ser de un piso o dúplex. Los 24 estudios dúplex estaban todos orientados al norte hacia los grandes ventanales de la calle 40. El sitio estaba en el extremo sur de Bryant Park, por lo que la luz del sol podría iluminar las ventanas incluso si se erigieran edificios más altos cerca. Cada historia completa está típicamente espaciada 4 m aparte. Muchos de los estudios tenían balcones en sus extremos sur. Además, inicialmente se diseñaron varios pisos en un plan abierto para que los inquilinos pudieran elegir cómo subdividir el espacio. Una residencia de muestra fue la del retratista H. Stanley Todd, que tenía un estudio de dos pisos con una chimenea de madera, un entrepiso con dormitorios con vista a los estudios y un pasillo que conectaba con una cocina y una sala de estudio.
El edificio también se diseñó con dos ascensores eléctricos, así como un elevador de marcos para izar marcos de cuadros. Los ascensores de pasajeros son pequeños y la cabina más grande mide 1,16 m². Había un montacargas en la parte de atrás. Un montacargas traía comida del sótano a cada piso.
Anderson mantuvo su propia suite en los dos pisos superiores hasta su muerte en 1940. El ático ocupaba la parte occidental del edificio, y tenía varios elementos antiguos como tapices españoles. El vestíbulo del penthouse, en el noveno piso, tenía un piso cubierto de baldosas de terrazo. Conducía a una sala de recepción con decoración en blanco y oro, tapices y una chimenea tallada. El dormitorio del noveno piso fue diseñado con una decoración rosa y blanca, y el comedor adyacente tenía una decoración gótica verde y dorada. Conectando las historias había una escalera con barandilla de madera. El estudio en el centro del décimo piso medía 15 m a los lados y 7,6 o 9,1 m de altura, con paredes y techos de paneles de roble, un órgano en la pared, un gran arco de techo de una iglesia veneciana, y una chimenea de ónix y cristal. Uno de los baños tenía una superficie de piso hecha de azulejo azul cobalto y paredes con conchas de abulón. También había una claraboya hecha de vidrieras y un invernadero para verduras.

## Historia
La vivienda en apartamentos cooperativos en la ciudad de Nueva York se hizo popular a fines del siglo XIX debido a las condiciones de hacinamiento en las áreas urbanas densas de la ciudad. A principios del siglo XX, había algunas cooperativas de vivienda en la ciudad que atendían específicamente a artistas, incluso en 130 y 140 West 57th Street, así como en 67th Street cerca de Central Park. Sin embargo, estos estaban casi siempre completamente ocupados. La idea de Bryant Park Studios en particular fue ideada por Abraham A. Anderson, un estadounidense que estudió arte en París a fines del siglo XIX. Él y su esposa Elizabeth Milbank Anderson regresaron a los Estados Unidos a fines de los años 1890, donde vivieron primero en Manhattan y luego en los suburbios de Greenwich, Connecticut, después de no poder encontrar suficiente espacio en Manhattan.

### Años 1900 a 1910

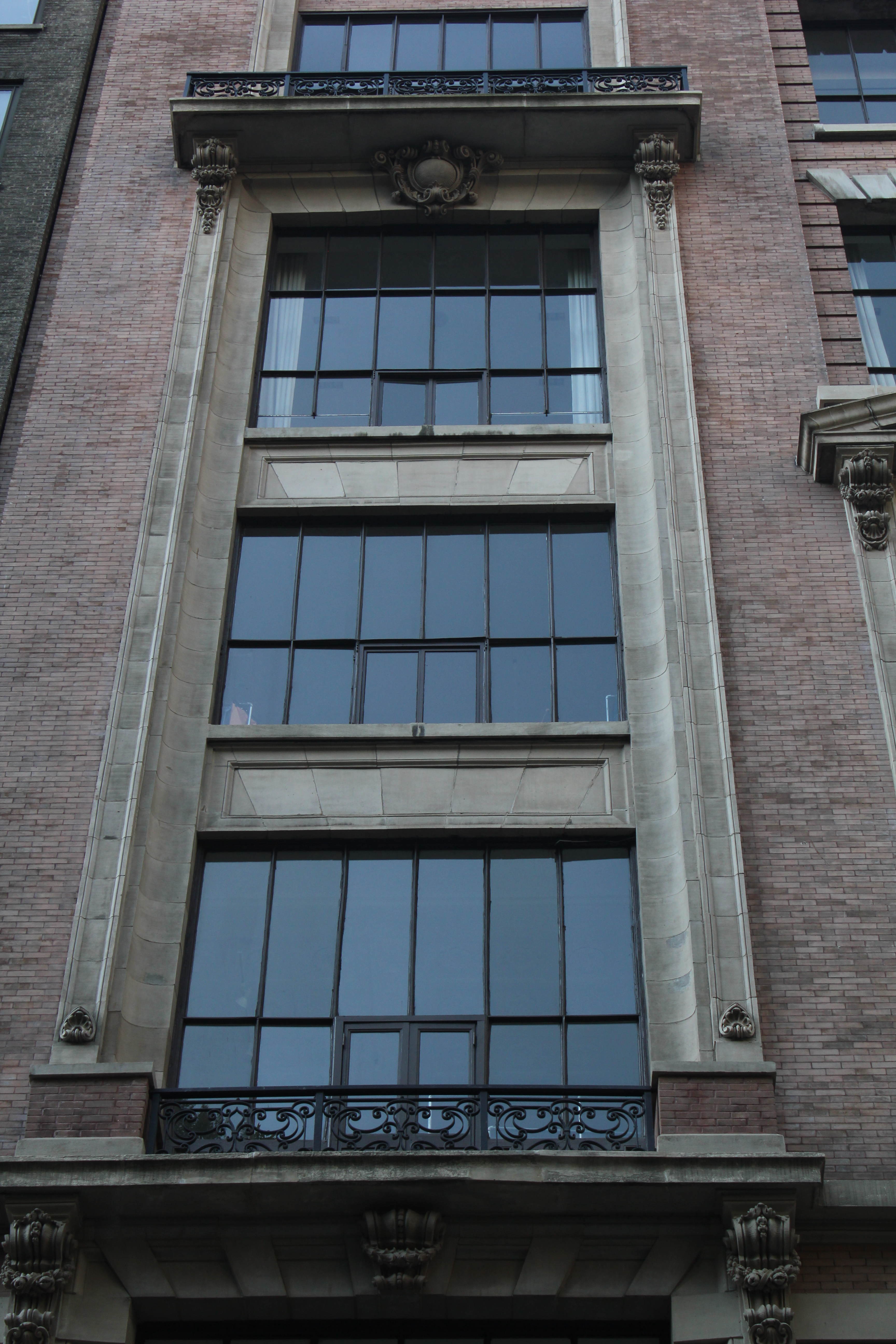
Ventanales

A principios de 1900, Elizabeth Anderson adquirió un sitio en la esquina sureste de la Sexta Avenida y la calle 40. El sitio no estaba cerca del distrito de estudios tradicional alrededor de la calle 57, pero se benefició de la proximidad al distrito residencial de lujo en la Quinta Avenida. El sitio colindaba directamente con la línea elevada de la Sexta Avenida, lo que devaluaba un poco el sitio. AA Anderson reflexionó: "Mis amigos de negocios dijeron que era una tontería construir un edificio de estudio tan caro en lo que entonces era el ' distrito del lomo '. Pero quería lo mejor, ya que suele ser el mejor o el más pobre el que paga.” Para marzo de 1900, habían comenzado las excavaciones en la parcela. Rich presentó los planos de construcción ante el Departamento de Edificios de la ciudad de Nueva York ese mes. Durante la construcción, a principios de 1901, un ascensor mató a un trabajador.
Una vez que se completó el edificio, en mayo de 1901, Elizabeth se lo transfirió a su esposo por 300 000 dólares. Los Bryant Park Studios, así como el edificio Knox en 452 Fifth Avenue, se encontraban entre los primeros desarrollos importantes en el tramo circundante de la calle 40, que aún consistía principalmente en residencias de poca altura. En octubre de 1901, los hermanos Bustanoby alquilaron el espacio del restaurante de la planta baja y el sótano. El Café des Beaux Arts abrió al año siguiente en la base del edificio. El café rápidamente se hizo popular entre "muchos hombres y mujeres de la sociedad", como se describe en un artículo de la revista Town & Country de 1905. Los Bryant Park Studios se conocían como el edificio Beaux Arts en los años 1910. Bryant Park Studios albergaba no solo a artistas visuales, fotógrafos y decoradores, sino también a médicos y dentistas.
Louis Bustanoby demandó a dos de sus hermanos, Andre y Jacques, por el control del Café des Beaux Arts en 1909. Louis alegó que sus hermanos estaban tratando de expulsarlo de la gerencia. Anderson intentó sin éxito negociar un compromiso entre los hermanos. El restaurante entró en ejecución hipotecaria en diciembre de 1911 y se designó un acreedor para la propiedad. Finalmente, Louis obtuvo el control del restaurante en febrero de 1912. El mismo año, se contrató a AJ Robinson Company para modificar una parte del edificio. Anderson usó su apartamento para recibir a invitados de alto perfil, como el príncipe de Mónaco, así como reuniones para la Fraternidad de Cazadores de América, de la cual Anderson era presidente. En 1919, Bryant Park Studios fue descrito como "conocido de cerca como uno de los lugares de diversión de Nueva York".

### Años 1920 a 1930
Anderson arrendó el edificio en abril de 1920 a LK Schwartz & Co. por 42 años a un precio total de 3,5 millones de dólares. La empresa tenía la intención de agregar cuatro pisos a la estructura y convertirla para uso de oficina. Schwartz controlaba Beaux-Arts Building and Studio Corporation, lo que aumentó significativamente los alquileres de varios artistas. Esto llevó al inquilino J. C. Leyendecker a demandar a la empresa en noviembre de 1920 en nombre de los treinta y seis inquilinos del edificio. Un juez municipal determinó que la empresa no podía trasladar el costo de un "arrendamiento desfavorable" a los inquilinos. El Café des Beaux Arts no se vio afectado por el contrato de arrendamiento y siguió funcionando. En 1922, el café resultó dañado por una inundación cuando un antiguo manantial se filtró por el suelo. Posteriormente, se cubrió el piso del café.
El Café des Beaux Arts solo ocupaba la parte este de la tienda de la planta baja en 1923. La parte occidental, que mide 13,7 por 18,3 m, fue arrendado ese año a Joseph M. Nimhauser, quien planeó modificar los escaparates allí. El mismo año, se agregó el techo abuhardillado sobre la parte occidental del edificio. El escaparate de la Sexta Avenida estuvo ocupado por una barbería durante dos décadas. Durante la ley seca, el café se cerró temporalmente en marzo de 1925 y se prohibió la venta de bebidas alcohólicas. Anderson todavía vivía en su ático, tras acordar en 1923 arrendar la unidad a su propio inquilino por 5000 dólares al año durante cinco años. Al final del período de cinco años en 1928, Beaux-Arts Building Corporation intentó desalojar a Anderson de su propio apartamento. Anderson intentó sin éxito que el caso se escuchara en la Corte Suprema de Nueva York en lugar de en la corte municipal, pero ganó la demanda. El Beaux-Arts Club se cerró durante un año a fines de 1928 después de violar las restricciones relacionadas con la Prohibición sobre la venta de alcohol.
Beaux-Arts Building and Studio Corporation entregó su contrato de arrendamiento a Anderson en enero de 1930. La propiedad del edificio pasó a la hija de Anderson, Eleanor A. Campbell, en 1934. El edificio fue dañado por un incendio en 1936, que comenzó en el estudio del pintor Leon Gordon y luego quemó las unidades de Louis Herzog y Anderson. Debido a la gran cantidad de agua utilizada para combatir el fuego, algunos de los techos también resultaron dañados. Entre los inquilinos no residenciales de esta época se encontraba el dentista Rodrigues Ottolengui.

### Años 1940 a 1970

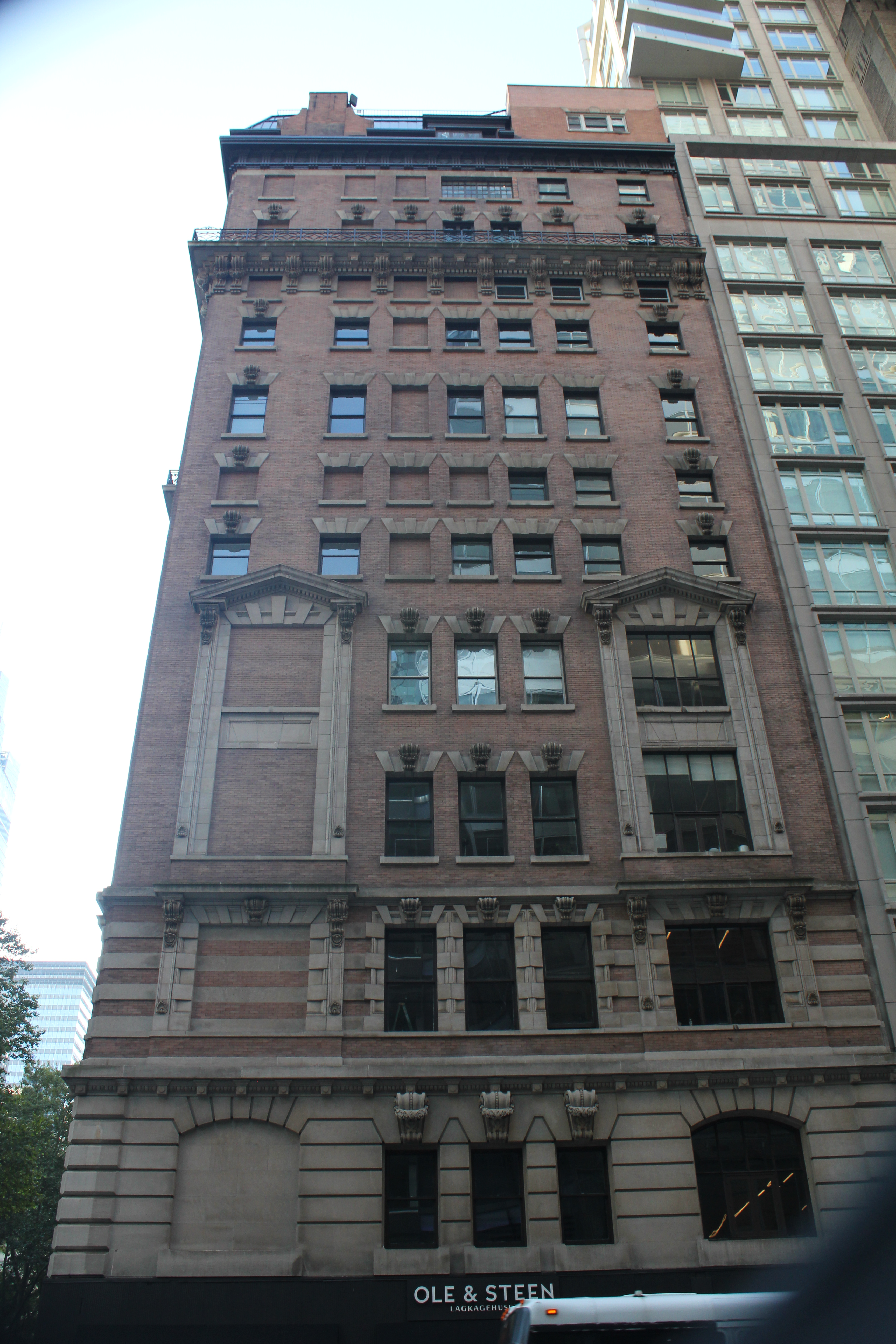
Desde la Sexta Avenida en 2021

Anderson murió en su apartamento en abril de 1940 y su funeral se llevó a cabo en su estudio. La tienda de la planta baja y el sótano en la esquina con la Sexta Avenida fue arrendada en 1942 por Nedick's Stores Inc. Ese septiembre, su hija Eleanor transfirió el Bryant Park Studios  a 80 West Fortieth Street Corporation. En 1943, el Greenwich Savings Bank lo adquirió en una subasta con una oferta de 425 000 dólares. Greenwich Savings Bank lo vendió al año siguiente a un cliente de EM Simon Company. En ese momento, estaba tasado en 515 000 dólares.
El antiguo ático de Anderson fue alquilado en 1959 por la artista Dorothy Hart Drew. Durante varios años, Drew estuvo envuelta en una disputa con el dueño sobre si su residencia podía ser considerada un espacio comercial; ella finalmente ganó ese caso. Drew ocupó el ático con su hermana hasta principios de los años 1990. En los años 1960, los Bryant Park Studios eran propiedad de Max Cohen, quien murió en 1968. En los años 1970, el edificio estuvo ocupado por diseñadores y empresas de confección. Estos incluyeron a la diseñadora de moda Liz Claiborne, quien fundó Liz Claiborne Direct Brands en 1976 y ocupó tres pisos antes de mudarse durante 1978. La diseñadora de moda Donna Karan también tuvo espacio en el edificio.

### Años 1980 al presente
L. Robert Lieb, de Mountain Development Corporation, con sede en Nueva Jersey, compró el edificio en 1980. A mediados de los años 1980, Mountain Development la subsidiaria 80 West 40th Street Associates limpió la fachada y renovó las paredes interiores, los falsos techos, la iluminación y los ascensores. En ese momento, el Bryant Park Studios estaba totalmente ocupado y tenía cuatro inquilinos minoristas, así como inquilinos de oficinas. La Comisión de Preservación de Monumentos Históricos de la Ciudad de Nueva York celebró audiencias en 1985 para evaluar sus posibilidades de ser declarado monumento histórico. Stephen E. Gottlieb, en nombre del capítulo de Nueva York del American Institute of Architects, dijo: "Este no es el edificio promedio de Beaux Arts [...] ni es el edificio promedio de loft". El LPC lo designó como un hito de la ciudad de Nueva York el 13 de diciembre de 1988.
Con el vencimiento de los contratos de arrendamiento de los inquilinos residenciales, Lieb comenzó a renovar el edificio a fines de los años 1980 para poder alquilar el espacio a firmas de moda. Como parte del proyecto, se restauró el techo del vestíbulo, se repararon los marcos de las ventanas y se quitaron los aires acondicionados exteriores. Además, se limpió la fachada. Las renovaciones costaron 4,5 millones. Después de que el diseñador Gordon Henderson abriera una sala de exposición en el edificio, le siguieron diez empresas. Aunque los propietarios ofrecieron alquileres bajos de 200 dólares/m², cuatro de los diez pisos de Bryant Park Studios permanecieron vacíos hasta alrededor de 1992, cuando se renovó el cercano Bryant Park. En un año, Mountain Development firmó siete contratos de arrendamiento que cubrían casi todo el espacio vacante, y los alquileres solicitados habían aumentado a 290 dólares/m². En 2002, el edificio estaba compuesto casi en su totalidad por salas de exhibición, pero The New York Times lo describió como "escaparates de apariencia barata y puertas enrollables".
A principios del siglo XXI, Bryant Park Studios estaba ocupado en su totalidad, con empresas legales, financieras y tecnológicas que utilizaban el espacio. El edificio fue renovado en 2008. Para 2013, se cobraban alquileres de 650 dólares/m², una tarifa superior al promedio de 480 dólares/m² del vecindario. Michael Seeve de Mountain Development, quien coordinó las operaciones diarias, dijo que su compañía buscaba atraer inquilinos que trabajaran en industrias similares. Los inquilinos incluyeron a Alice + Olivia en la planta baja, así como firmas de moda en las plantas superiores. En 2019, la cadena de panadería danesa Ole & Steen abrió un espacio de restaurante en la planta baja y el entrepiso contiguo.

## Residentes
Los residentes de Bryant Park Studios han incluido:
- Emil Fuchs, pintor y escultor[92]
- Fernand Léger, pintor[43]
- JC Leyendecker, ilustrador[12]
- Irving Penn, fotógrafo[24]
- Kurt Seligmann, pintor y grabador[43]
- Edward Steichen, fotógrafo[43][93]
- Bert Stern, fotógrafo[24]
- Florine Stettheimer, pintora[94]